# 金銀花 (貢品)

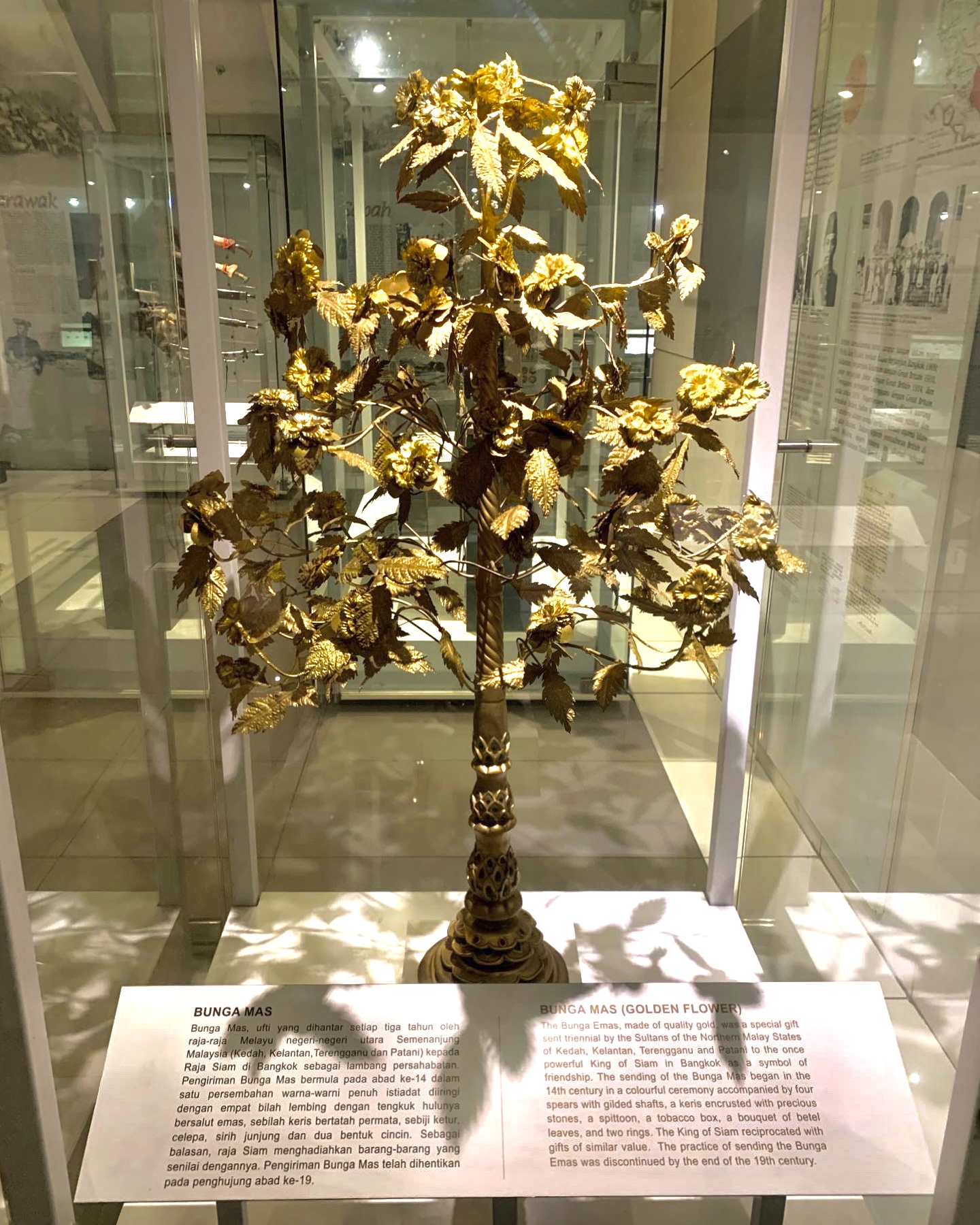
金銀花，現藏於國家博物館

金銀花，或簡稱金花（爪夷文：بوڠا مس），一种金、银制成的，模仿树木造型的工艺品，是暹羅（泰國）在馬來半島的附屬國每隔三年向暹羅進獻的一種貢品。曼谷條約簽訂後，大部份北部馬來國家被併入英屬馬來亞，結束了進貢金銀花制度。

向暹羅進貢金銀花的馬來王國為：
- 登嘉樓
- 吉蘭丹
- 吉打
- 北大年
- 霹雳
- 農集
- 惹曼（英语：Kingdom of Reman）（今泰國惹拉府）
- 拉皚[2]
- 古邦巴素（英语：Kingdom of Kubang Pasu Darul Qiyam）（今馬來西亞古邦巴素縣）
- 沙敦（英语：Kingdom of Setul Mambang Segara）（今泰國沙敦府）[3]

## 起源
據傳，第一次送出金銀花的國家為吉打，是送予暹羅王子的，因爲他是吉打蘇丹的親孫，而吉打蘇丹的女兒則是嫁給了暹羅國王。
17世紀起，吉打王室認爲金銀花是兩國友誼的象徵，所以每年不停送出，殊不知暹羅王室卻認爲這象徵暹羅對吉打的宗主權，是對宗主國的朝貢。

## 轶事
據傳，西山朝時期，阮主後代阮福映在建立阮朝前，爲了和暹羅結盟擊潰西山軍，曾六次向暹羅進貢金銀花。